# Patrick Süskind
Pour l’article ayant un titre homophone, voir Susskind.
Patrick Süskind, né le 26 mars 1949 à Ambach à côté du lac de Starnberg (am Starnberger See), en Bavière près de Munich, est un écrivain et dramaturge allemand. Il a grandi dans le village bavarois de Holzhausen.

## Biographie
Patrick Süskind étudie l’histoire (histoire médiévale et contemporaine) et la littérature à Munich et à Aix-en-Provence. Il travaille ensuite comme scénariste pour la télévision.
Il écrit une pièce de théâtre à un personnage : La Contrebasse, qui sera jouée pour la première fois à Munich en 1981. Elle sera publiée en 1984. Depuis sa création, cette pièce est régulièrement jouée en Allemagne et a également été interprétée à Paris par Jacques Villeret dans le rôle-titre.
Le Parfum est son premier roman édité en 1985 à Zurich, sous le titre Das Parfum, Die Geschichte eines Mörders, puis publié en France en 1986 aux éditions Fayard dans une traduction de Bernard Lortholary. Il vaut à son auteur un succès mondial. Il a d'ailleurs fait l'objet d'une adaptation au cinéma en 2006 : Le Parfum, histoire d'un meurtrier, et inspire également un film, Le Parfumeur produit par Netflix en 2022.

## Romans
- Le Parfum : histoire d'un meurtrier (titre original : Das Parfum, die Geschichte eines Mörders), éditions Fayard, 1986,  (ISBN 2-213-01742-5)
- Le Pigeon (titre original : Die Taube), éditions Fayard, 1987,  (ISBN 2-213-01963-0)
- Le Testament de maître Mussard (nouvelle) (titre original : Das Vermächtnis des Maître Mussard), éditions Mille et une nuits, 1999,  (ISBN 2-84205-446-6)
- Sur l'amour et la mort (titre original : Über Liebe und Tod), éditions Fayard, 2005,  (ISBN 2-213-62691-X)

## Nouvelles
- L'Histoire de Monsieur Sommer (titre original : Die Geschichte von Herrn Sommer), édition Gallimard, collection Folio, 1991,  (ISBN 2070307301)
- Un Combat et autres récits (titre original : Drei Geschichten und eine Betrachtung), (recueil de quatre nouvelles écrites entre 1976 et 1987 dont « Le Testament de maître Mussard », Mille et une nuits, 1999), édition Librairie générale française (LGF), collection Livre de poche, 1996,  (ISBN 2253141925)

## Théâtre
- La Contrebasse (titre original : Der Kontrabass), 1981

## Œuvres en tant que scénariste
- Monaco Franze - Der ewige Stenz (mini-série télévisuelle), de Helmut Dietl et Franz Geiger, 1983
- Kir Royal (de) (mini-série télévisuelle), de Helmut Dietl, 1986
- El contrabajo, de Carlos Hagerman, 1990 (Patrick Süskind est crédité pour sa pièce de théâtre originale La Contrebasse)
- Kontrabas, de Vladimir Momcilovic, 1991 (Patrick Süskind est crédité pour sa pièce de théâtre originale La Contrebasse)
- Rossini, oder die mörderische Frage, wer mit wem schlief, de Helmut Dietl, 1997
- Vom Suchen und Finden der Liebe, de Helmut Dietl, 2005 (Patrick Süskind est crédité pour le scénario original)
- Le Parfum, histoire d'un meurtrier, de Tom Tykwer, sorti le 1er novembre 2006 (Patrick Süskind est crédité pour le roman original Le Parfum, histoire d'un meurtrier)